# Jordi Merino Urbano
Jordi Merino Urbano (Terrassa) és excursionista i dirigent esportiu català.
Soci i expresident del Centre Muntanyenc Sant Llorenç de Terrassa entre 1992 i 2007, va ser monitor i instructor de l'Escola Catalana d'Alta Muntanya i organitzador de diferents campionats i Opens d'escalada esportiva i escalada en bloc d'àmbits català i estatal, així com de moltes marxes, caminades, maratons i curses de muntanya a l'entorn del Vallès. És president de la Federació d'Entitats Excursionistes de Catalunya des del 2011. Durant el seu mandat ha presidit sota el lema 'Les entitats excursionistes al segle XXI' el VI Congrés Excursionista Català que feia 30 anys que no es convocava. La federació ha estat reconeguda per la Federació Internacional d'Escalada Esportiva (IFSC) i ha organitzat un circuit d'ultrarails. El maig de 2013, ha creat l'Àrea de Transició Nacional dins de l'estructura federativa amb l'objectiu de col·laborar amb diferents organitzacions esportives caracteritzades per la defensa dels drets nacionals de Catalunya. És vocal de la junta de la Federació Espanyola, vicepresident del Fòrum d'Esport Alumni Universitat de Barcelona, i membre dels Consell Directiu de la Unió de Federacions Esportives de Catalunya.